# 络合滴定

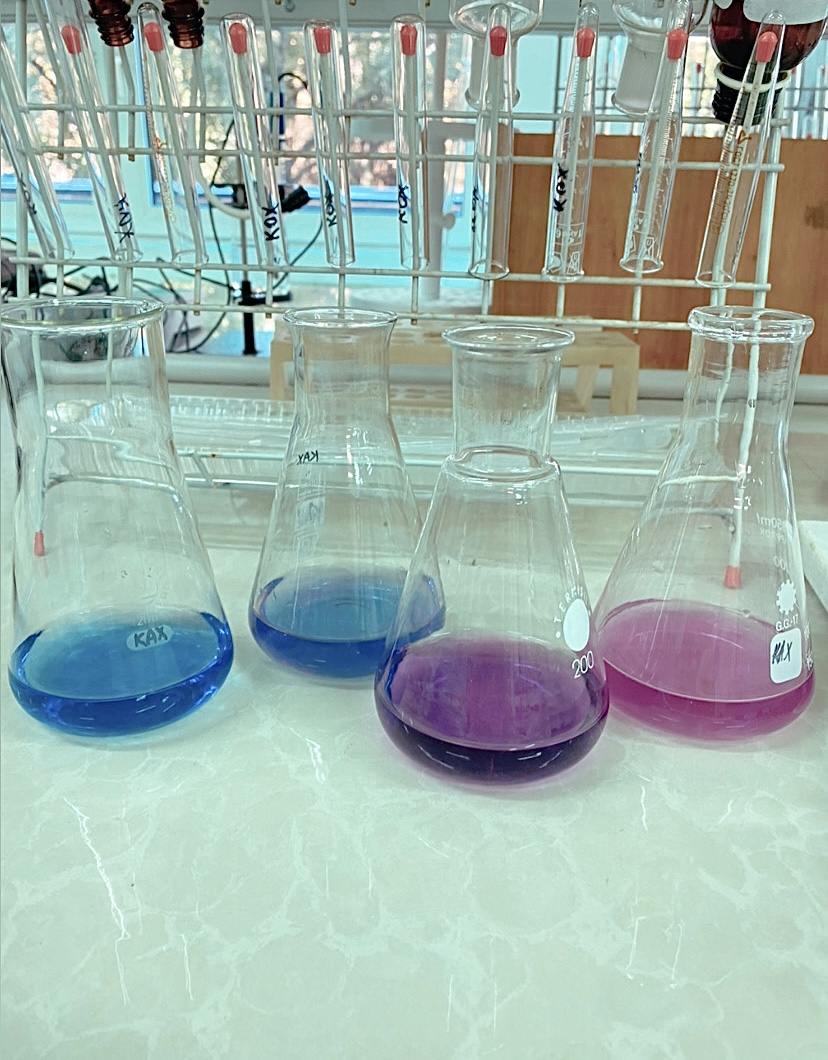
络合滴定，图中为铬黑T指示剂。

络合滴定是滴定法的一种，利用金属离子与其他配体的络合反应进行滴定分析。
一般使用螯合剂乙二胺四乙酸（EDTA）作为滴定剂来测定金属离子的量。络合滴定法因其较高的准确度而获得广泛应用。

## 应用
水的总硬度的测定

### 引用
1. ↑  . Chemistry LibreTexts. 15 August 2021  [13 December 2023].

### 來源
- Spectroscopic Estimations G.N Mukherjee. Page 30